# Oostenrijk op de Olympische Winterspelen 2002
Tijdens de Olympische Winterspelen van 2002, die in Salt Lake City (Verenigde Staten) werden gehouden, nam Oostenrijk voor de negentiende keer deel.

## Medailleoverzicht
| Sport              | Olympiër                                                     | Discipline                       | Medaille |
| ------------------ | ------------------------------------------------------------ | -------------------------------- | -------- |
| Alpineskiën        | Fritz Strobl                                                 | afdaling (m)                     | Goud     |
| Alpineskiën        | Stephan Eberharter                                           | reuzenslalom (m)                 | Goud     |
| Langlaufen         | Christian Hoffmann                                           | 30 km vrije stijl massastart (m) | Goud     |
| Alpineskiën        | Stephan Eberharter                                           | super g (m)                      | Zilver   |
| Alpineskiën        | Renate Götschl                                               | combinatie (v)                   | Zilver   |
| Langlaufen         | Michail Botvinov                                             | 30 km vrije stijl massastart (m) | Zilver   |
| Skeleton           | Martin Rettl                                                 | mannen                           | Zilver   |
| Alpineskiën        | Benjamin Raich                                               | slalom (m)                       | Brons    |
| Alpineskiën        | Benjamin Raich                                               | combinatie (m)                   | Brons    |
| Alpineskiën        | Stephan Eberharter                                           | afdaling (m)                     | Brons    |
| Alpineskiën        | Andreas Schifferer                                           | super g (m)                      | Brons    |
| Alpineskiën        | Renate Götschl                                               | afdaling (v)                     | Brons    |
| Biatlon            | Wolfgang Perner                                              | 10 km sprint (m)                 | Brons    |
| Noordse combinatie | Felix Gottwald                                               | individueel (m)                  | Brons    |
| Noordse combinatie | Felix Gottwald                                               | sprint (m)                       | Brons    |
| Noordse combinatie | Michael Gruber Christoph Bieler Mario Stecher Felix Gottwald | team (m)                         | Brons    |
| Rodelen            | Markus Prock                                                 | mannen                           | Brons    |

## Deelnemers en resultaten
(m) = mannen, (v) = vrouwen 

### Alpineskiën
| Olympiër              | Discipline       | Resultaat | Prestatie                                                       |
| --------------------- | ---------------- | --------- | --------------------------------------------------------------- |
| Kilian Albrecht       | slalom (m)       | 4e        | 1.42,45 (+1,39) — 50,26+52,19                                   |
| Kilian Albrecht       | combinatie (m)   | 11e       | 3.24,95 (+7,39) afdaling: 1.43,32 slalom: 1.41,63 — 46,13+55,50 |
| Stephan Eberharter    | afdaling (m)     | Brons     | 1.39,41 (+0,28)                                                 |
| Stephan Eberharter    | super g (m)      | Zilver    | 1.21,68 (+0,10)                                                 |
| Stephan Eberharter    | reuzenslalom (m) | Goud      | 2.23,28 — 1.11,98+1.11,30                                       |
| Christian Greber      | afdaling (m)     | 6e        | 1.40,00 (+0,87)                                                 |
| Christoph Gruber      | afdaling (m)     | 20e       | 1.41,25 (+2,12)                                                 |
| Christoph Gruber      | super g (m)      | 7e        | 1.22,35 (+0,77)                                                 |
| Christoph Gruber      | reuzenslalom (m) | 5e        | 2.24,41 (+1,13) — 1.12,82+1.11,59                               |
| Hans Knauß            | reuzenslalom (m) | dnf-1     | opgave run 1                                                    |
| Manfred Pranger       | slalom (m)       | dnf-1     | opgave run 1                                                    |
| Benjamin Raich        | reuzenslalom (m) | 4e        | 2.24,40 (+1,12) — 1.12,83+1.11,57                               |
| Benjamin Raich        | slalom (m)       | Brons     | 1.42,41 (+1,35) — 49,34+53,07                                   |
| Benjamin Raich        | combinatie (m)   | Brons     | 3.18,26 (+0,70) afdaling: 1.41,05 slalom: 1.37,21 — 46,30+50,91 |
| Andreas Schifferer    | super g (m)      | Brons     | 1.21,83 (+0,25)                                                 |
| Rainer Schönfelder    | slalom (m)       | dnf-1     | opgave run 1                                                    |
| Rainer Schönfelder    | combinatie (m)   | 4e        | 3.18,67 (+1,11) afdaling: 1.41,90 slalom: 1.36,77 — 45,46+51,31 |
| Fritz Strobl          | afdaling (m)     | Goud      | 1.39,13                                                         |
| Fritz Strobl          | super g (m)      | 4e        | 1.21,92 (+0,34)                                                 |
| Michael Walchhofer    | combinatie (m)   | dnf-s1    | opgave slalom run 1 afdaling: 1.39,94                           |
|                       |                  |           |                                                                 |
| Michaela Dorfmeister  | afdaling (v)     | 9e        | 1.40,83 (+1,27)                                                 |
| Michaela Dorfmeister  | super g (v)      | 6e        | 1.14,08 (+0,49)                                                 |
| Michaela Dorfmeister  | reuzenslalom (v) | 4e        | 2.31,95 (+1,94) — 1.16,89+1.15,06                               |
| Michaela Dorfmeister  | combinatie (v)   | 5e        | 2.46,85 (+3,57) slalom: 1.31,00 — 46,76+44,24 afdaling: 1.15,85 |
| Renate Götschl        | afdaling (v)     | Brons     | 1.40,39 (+0,83)                                                 |
| Renate Götschl        | super g (v)      | 8e        | 1.14,44 (+0,85)                                                 |
| Renate Götschl        | slalom (v)       | dnf-2     | opgave run 2 — 54,31+dnf                                        |
| Renate Götschl        | combinatie (v)   | Zilver    | 2.44,77 (+1,49) slalom: 1.29,50 — 45,66+43,84 afdaling: 1.15,27 |
| Selina Heregger       | afdaling (v)     | 6e        | 1.40,56 (+1,00)                                                 |
| Selina Heregger       | reuzenslalom (v) | dnf-2     | opgave run 2 — 1.17,93+dnf                                      |
| Selina Heregger       | combinatie (v)   | 11e       | 2.49,69 (+6,41) slalom: 1.32,40 — 47,00+45,40 afdaling: 1.17,29 |
| Alexandra Meissnitzer | super g (v)      | 4e        | 1.13,95 (+0,36)                                                 |
| Alexandra Meissnitzer | reuzenslalom (v) | 4e        | 2.31,95 (+1,94) — 1.16,49+1.15,46                               |
| Brigitte Obermoser    | afdaling (v)     | 18e       | 1.41,64 (+2,08)                                                 |
| Brigitte Obermoser    | reuzenslalom (v) | 15e       | 2.33,68 (+3,67) — 1.17,82+1.15,86                               |
| Carina Raich          | slalom (v)       | dnf-2     | opgave run 2 — 55,10+dnf                                        |
| Marlies Schild        | slalom (v)       | dnf-1     | opgave run 1                                                    |
| Tanja Schneider       | super g (v)      | dnf       | opgave                                                          |
| Christine Sponring    | slalom (v)       | dnf-2     | opgave run 2 — 55,42+dnf                                        |
| Christine Sponring    | combinatie (v)   | dnf-s1    | opgave slalom run 1                                             |

### Biatlon
| Olympiër                                                               | Discipline                | Resultaat | Prestatie |
| ---------------------------------------------------------------------- | ------------------------- | --------- | --- |
| Ludwig Gredler                                                         | 10 km sprint (m)          | 10e       | 26.04,3 (+1.13,0) pen.: 2 (1 + 1) |
| Ludwig Gredler                                                         | 12,5 km achtervolging (m) | 4e        | +1.00,9 pen.: 2 (0 + 1 + 0 + 1) |
| Ludwig Gredler                                                         | 20 km (m)                 | 11e       | 53.19,3 (+2.16,0) pen.: 2 (2 + 0 + 0 + 0) |
| Daniel Mesotitsch                                                      | 20 km (m)                 | 64e       | 59.15,9 (+8.12,6) pen.: 6 (2 + 0 + 2 + 2) |
| Wolfgang Perner                                                        | 10 km sprint (m)          | Brons     | 25.44,4 (+53,1) pen.: 0 (0 + 0) |
| Wolfgang Perner                                                        | 12,5 km achtervolging (m) | 9e        | +1.25,5 pen.: 3 (1 + 0 + 1 + 1) |
| Wolfgang Perner                                                        | 20 km (m)                 | 32e       | 56.00,4 (+4.57,1) pen.: 5 (0 + 2 + 0 + 3) |
| Wolfgang Rottmann                                                      | 10 km sprint (m)          | 5e        | 25.48,8 (+57,5) pen.: 2 (1 + 1) |
| Wolfgang Rottmann                                                      | 12,5 km achtervolging (m) | 6e        | +1.10,5 pen.: 4 (1 + 0 + 2 + 1) |
| Christoph Sumann                                                       | 10 km sprint (m)          | dnf       | opgave |
| Christoph Sumann                                                       | 20 km (m)                 | 22e       | 55.00,3 (+3.57,0) pen.: 3 (0 + 1 + 0 + 2) |
| Team Christoph Sumann Wolfgang Perner Wolfgang Rottmann Ludwig Gredler | 4x7,5 km estafette (m)    | 6e        | 1:26.58,9 (+3.16,6) pen.: 0-9 22.36,3 pen.: 0-1 (0-0 + 0-1) 21.21,1 pen.: 0-2 (0-0 + 0-2) 21.35,3 pen.: 0-4 (0-1 + 0-3) 21.26,2 pen.: 0-2 (0-1 + 0-1) |

### Bobsleeën
| Olympiër                                                          | Discipline                 | Resultaat | Prestatie                                       |
| ----------------------------------------------------------------- | -------------------------- | --------- | ----------------------------------------------- |
| Wolfgang Stampfer Martin Schützenauer                             | 2-mansbob (m) Oostenrijk I | 7e        | 3.11,16 (+1,05) (47,91 / 47,78 / 47,72 / 47,75) |
| Wolfgang Stampfer Michael Müller Klaus Seelos Martin Schützenauer | 4-mansbob (m) Oostenrijk I | 13e       | 3.09,57 (+2,06) (47,19 / 47,27 / 47,51 / 47,60) |

### Freestyleskiën
| Olympiër          | Discipline | Resultaat | Prestatie                         |
| ----------------- | ---------- | --------- | --------------------------------- |
| Margarita Marbler | moguls (v) | 10e       | 23,18 p. (kwalificatie: 23,54 p.) |

### Langlaufen
| Olympiër                                                                | Discipline                       | Resultaat | Prestatie                                                       |
| ----------------------------------------------------------------------- | -------------------------------- | --------- | --------------------------------------------------------------- |
| Michail Botvinov                                                        | 30 km vrije stijl massastart (m) | Zilver    | 1:11.32,3 (+1,3)                                                |
| Michail Botvinov                                                        | 50 km klassiek (m)               | 5e        | 2:09.21,7 (+3.00,9)                                             |
| Michail Botvinov                                                        | achtervolging 10 km+10 km (m)    | 9e        | +28,3 (klassiek:26.32,5 + vrije stijl:23.45,2)                  |
| Christian Hoffmann                                                      | 30 km vrije stijl massastart (m) | Goud      | 1:11.31,0                                                       |
| Alexander Marent                                                        | 15 km klassiek (m)               | 23e       | 39.36,2 (+2.28,8)                                               |
| Marc Mayer                                                              | sprint (m)                       | dq        | dnq, kwal.:disk. doping (2.54,96)                               |
| Marc Mayer                                                              | 50 km klassiek (m)               | dq        | disk. doping (2:16.51,1)                                        |
| Marc Mayer                                                              | achtervolging 10 km+10 km (m)    | dq        | disk. doping (53.21,2) (klassiek:28.34,6 + vrije stijl:24.47,2) |
| Reinhard Neuner                                                         | sprint (m)                       | 23e       | dnq, kwal.:2.56,20 (+6,13)                                      |
| Gerhard Urain                                                           | 15 km klassiek (m)               | 41e       | 40.38,0 (+3.30,6)                                               |
| Gerhard Urain                                                           | 30 km vrije stijl massastart (m) | 23e       | 1:14.33,9 (+3.02,9)                                             |
| Achim Walcher                                                           | 30 km vrije stijl massastart (m) | dq        | disk. doping (1:17.40,9)                                        |
| Achim Walcher                                                           | achtervolging 10 km+10 km (m)    | dq        | disk. doping (52.19,0) (klassiek:27.49,8 + vrije stijl:24.30,0) |
| Team Alexander Marent Michail Botvinov Gerhard Urain Christian Hoffmann | 4x10 km estafette (m)            | 4e        | 1:34.04,9 (+1.19,4) 25.15,0 24.22,1 22.19,9 22.07,9             |

### Noordse combinatie
| Olympiër                                                          | Discipline      | Resultaat | Prestatie |
| ----------------------------------------------------------------- | --------------- | --------- | --- |
| Christoph Bieler                                                  | individueel (m) | 15e       | +3.09,4 — schans: 255,0 p — 15 km: 41.18,1 |
| Christoph Bieler                                                  | sprint (m)      | 16e       | +1.21,5 — schans: 112,7 p — 7,5 km: 17.19,6 |
| Christoph Eugen                                                   | individueel (m) | 20e       | +4.14,4 — schans: 224,5 p — 15 km: 39.51,1 |
| Felix Gottwald                                                    | individueel (m) | Brons     | +54,8 — schans: 235,0 p — 15 km: 37.23,5 |
| Felix Gottwald                                                    | sprint (m)      | Brons     | +40,2 — schans: 110,3 p — 7,5 km: 16.29,3 |
| Michael Gruber                                                    | sprint (m)      | 28e       | +1.53,9 — schans: 110,5 p — 7,5 km: 17.44,0 |
| Mario Stecher                                                     | individueel (m) | 6e        | +2.19,1 — schans: 258,0 p — 15 km: 40.42,8 |
| Mario Stecher                                                     | sprint (m)      | 11e       | +1.09,4 — schans: 113,5 p — 7,5 km: 17.10,5 |
| Team Michael Gruber Christoph Bieler Mario Stecher Felix Gottwald | team (m)        | Brons     | +16,0 — schans: 938,5 p — 20 km: 48.09,2 schans: 215,0 p — 5 km: 11.57,6 schans: 239,0 p — 5 km: 12.26,9 schans: 244,0 p — 5 km: 12.11,4 schans: 240,5 p — 5 km: 11.33,3 |

### Rodelen
| Olympiër                       | Discipline | Resultaat | Prestatie                                             |
| ------------------------------ | ---------- | --------- | ----------------------------------------------------- |
| Markus Prock                   | mannen     | Brons     | 2.58,283 (+0,342) (44,698 / 44,640 / 44,271 / 44,674) |
| Markus Kleinheinz              | mannen     | 8e        | 2.59,211 (+1,270) (44,875 / 44,857 / 44,558 / 44,921) |
| Rainer Margreiter              | mannen     | 10e       | 2.59,637 (+1,696) (45,034 / 45,076 / 44,626 / 44,901) |
| Angelika Neuner                | vrouwen    | 4e        | 2.54,162 (+1,698) (43,683 / 43,440 / 43,601 / 43,438) |
| Sonja Manzenreiter             | vrouwen    | 7e        | 2.54,537 (+2,073) (43,864 / 43,540 / 43,585 / 43,548) |
| Simone Eder                    | vrouwen    | 11e       | 2.55,102 (+2,638) (43,880 / 43,760 / 43,824 / 43,638) |
| Markus Schiegl Tobias Schiegl  | dubbel     | 6e        | 1.26,518 (+0,436) (43,208 / 43,310)                   |
| Andreas Linger Wolfgang Linger | dubbel     | 8e        | 1.26,684 (+0,602) (43,330 / 43,354)                   |

### Schaatsen
| Olympiër      | Discipline | Resultaat | Prestatie                     |
| ------------- | ---------- | --------- | ----------------------------- |
| Emese Hunyady | 500 m (v)  | 26e       | 1.18,89 (+4,14) — 39,38+39,51 |
| Emese Hunyady | 1500 m (v) | 12e       | 1.56,51 (+2,49)               |
| Emese Hunyady | 3000 m (v) | 9e        | 4.06,55 (+8,85)               |

### Schansspringen
| Olympiër                                                                 | Discipline              | Resultaat | Prestatie |
| ------------------------------------------------------------------------ | ----------------------- | --------- | --- |
| Martin Höllwarth                                                         | normale schans ind. (m) | 25e       | 228,0 p. — 115,0 p. (90,0 m) + 113,0 p. (89,0 m) kwalificatie volgens wereldbekerranglijst: 89,0 p. (112,5 m)                                                                |
| Martin Höllwarth                                                         | grote schans ind. (m)   | 14e       | 233,3 p. — 122,3 p. (123,5 m) + 111,0 p. (117,5 m) kwalificatie volgens wereldbekerranglijst: 110,5 p. (95,9 m)                                                              |
| Stefan Horngacher                                                        | normale schans ind. (m) | 11e       | 240,0 p. — 117,5 p. (91,5 m) + 122,5 p. (93,5 m) kwalificatie volgens wereldbekerranglijst: 86,5 p. (102,0 m)                                                                |
| Stefan Horngacher                                                        | grote schans ind. (m)   | 5e        | 247,2 p. — 123,5 p. (125,0 m) + 123,7 p. (124,0 m) kwalificatie volgens wereldbekerranglijst: 117,0 p. (107,6 m)                                                             |
| Martin Koch                                                              | normale schans ind. (m) | 14e       | 237,0 p. — 120,5 p. (92,5 m) + 116,5 p. (91,0 m) kwalificatie volgens wereldbekerranglijst: 90,5 p. (114,5 m)                                                                |
| Martin Koch                                                              | grote schans ind. (m)   | 8e        | 244,5 p. — 126,3 p. (126,0 m) + 118,2 p. (121,5 m) kwalificatie volgens wereldbekerranglijst: 112,5 p. (99,0 m)                                                              |
| Andreas Widhölzl                                                         | normale schans ind. (m) | 24e       | 230,5 p. — 115,0 p. (90,5 m) + 115,5 p. (90,5 m) kwalificatie volgens wereldbekerranglijst: 91,5 p. (118,0 m)                                                                |
| Andreas Widhölzl                                                         | grote schans ind. (m)   | 21e       | 222,6 p. — 114,9 p. (120,5 m) + 107,7 p. (116,5 m) kwalificatie volgens wereldbekerranglijst: 117,0 p. (103,6 m)                                                             |
| Team Stefan Horngacher Andreas Widhölzl Wolfgang Loitzl Martin Höllwarth | grote schans team (m)   | 4e        | 926,8 punten 116,8 p. (121,0 m) + 104,9 p. (115,5 m) 115,5 p. (120,0 m) + 108,6 p. (117,0 m) 121,4 p. (123,0 m) + 118,5 p. (122,5 m) 118,7 p. (121,5 m) + 122,4 p. (123,0 m) |

### Skeleton
| Olympiër       | Discipline | Resultaat | Prestatie                     |
| -------------- | ---------- | --------- | ----------------------------- |
| Martin Rettl   | mannen     | Zilver    | 1.42,01 (+0,05) — 51,02+50,99 |
| Christian Auer | mannen     | 12e       | 1.43,37 (+1,41) — 51,81+51,56 |

### Snowboarden
| Olympiër          | Discipline                   | Resultaat | Prestatie |
| ----------------- | ---------------------------- | --------- | --- |
| Siegfried Grabner | parallel- reuzen- slalom (m) | 7e        | kwalificatie: 36,94 (8e) ronde 1: wint van Stefan Kaltschütz, AUT (-1.78)(-0.21) -1.57 kwartfinale: verliest van Nicolas Huet, FRA (+1.38)(dq) |
| Alexander Maier   | parallel- reuzen- slalom (m) | 10e       | kwalificatie: 36,28 (2e) ronde 1: verliest van Philipp Schoch, SUI (+1.78)(dq)                                                                 |
| Stefan Kaltschütz | parallel- reuzen- slalom (m) | 13e       | kwalificatie: 36,97 (9e) ronde 1: verliest van Siegfried Grabner, AUT (+1.78)(+0.21) +1.57                                                     |
| Dieter Krassnig   | parallel- reuzen- slalom (m) | 14e       | kwalificatie: 37,02 (10e) ronde 1: verliest van Mathieu Bozzetto, FRA (+0.46)(+1.78) +2.24                                                     |
| Nicola Pederzolli | halfpipe (v)                 | 7e        | 35,7 p. kwal. 1: 34,1 q |
| Maria Kirchgasser | parallel- reuzen- slalom (v) | 5e        | kwalificatie: 41,44 (1e) ronde 1: wint van Ran Iida, JPN (-0.50)(-dq) kwartfinale: verliest van Jagna Marczułajtis, POL (dq)(-2.07)            |
| Manuela Riegler   | parallel- reuzen- slalom (v) | 23e       | dnq kwalificatie: 44,04 |
| Claudia Riegler   | parallel- reuzen- slalom (v) | 28e       | dnq kwalificatie: 51,87 |
| Doris Günther     | parallel- reuzen- slalom (v) | dnf       | dnq kwalificatie: opgave |

### IJshockey
| Olympiër | Discipline | Resultaat | Prestatie |
| --- | ---------- | --------- | --- |
| Christoph Brandner Reinhard Divis Martin Hohenberger Dieter Kalt jr. Peter Kasper Wolfgang Kromp André Lakos Günther Lanzinger Dominic Lavoie Robert Lukas Christian Perthaler Thomas Pöck Gerald Ressmann Kent Salfi Mario Schaden Thomas Searle Oliver Setzinger Matthias Trattnig Martin Ulrich Gerhard Unterluggauer Simon Wheeldon | mannen     | 10e       | Voorronde groep A: 2- 4 Oostenrijk - Letland 2- 3 Oostenrijk - Duitsland 3- 2 Oostenrijk - Slowakije Wedstrijd om de 11e plaats: 1- 4 Oostenrijk - Zwitserland |

Amerikaanse Maagdeneilanden · Andorra · Argentinië · Armenië · Australië · Azerbeidzjan · België · Bermuda · Bosnië en Herzegovina · Brazilië · Bulgarije · Canada · Chili · China · Chinees Taipei · Costa Rica · Cyprus · Denemarken · Duitsland · Estland · Fiji · Finland · Frankrijk · Georgië · Griekenland · Groot-Brittannië · Hongarije · Hongkong · Ierland · IJsland · India · Iran · Israël · Italië · Jamaica · Japan · Joegoslavië · Kameroen · Kazachstan · Kenia · Kirgizië · Kroatië · Letland · Libanon · Liechtenstein · Litouwen · Macedonië · Mexico · Moldavië · Monaco · Mongolië · Nederland · Nepal · Nieuw-Zeeland · Noorwegen · Oekraïne · Oezbekistan · Oostenrijk · Polen · Roemenië · Rusland · San Marino · Slovenië · Slowakije · Spanje · Tadzjikistan · Thailand · Trinidad en Tobago · Tsjechië · Turkije · Venezuela · Verenigde Staten · Wit-Rusland · Zuid-Afrika · Zuid-Korea · Zweden · Zwitserland

Uitgesloten van deelname: Puerto Rico